# Wellcome Trust
Wellcome Trust je charitativní nadace ve Spojeném království. Její náplní je podpora lékařského výzkumu „za účelem zlepšení zdraví lidí a zvířat“. Sídlí na Euston Road v Londýně. Byla založena roku 1936 z dědictví po siru Henrym Wellcomeovi, jednom ze zakladatelů farmaceutické firmy Burroughs Wellcome & Company, která byla předchůdcem GlaxoSmithKline. V roce 1995 ukončil Wellcome Trust aktivity ve farmaceutickém průmyslu a zaměřil se na základní výzkum. Patří k největším nadacím na světě, má okolo dvou tisíc zaměstnanců a v roce 2020 vykázala aktiva ve výši 29 miliard liber. Ředitelem je od roku 2013 Jeremy Farrar, člen organizace Heads of International Research Organizations.
Nadace podporuje Institut Francise Cricka, projekt UK Biobank, výzkum lidského genomu nebo vědeckou databázi MEROPS. Roku 2001 spustila národní urychlovač částic v Oxfordshire a v roce 2014 koupila zemědělskou organizaci Farmcare. Financuje také program na vymýcení eboly a malárie. Wellcome Trust patřil k zakladatelům Koalice pro inovativní epidemickou připravenost. Ve své nové strategii z roku 2020 klade organizace důraz na oblast duševního zdraví. Provozuje také muzeum lékařské historie při University College London a uděluje vlastní literární a fotografické ceny. Nadace prosazuje otevřený přístup k vědeckým informacím.